# Colombia en la clasificación de la Conmebol para la Copa Mundial de Fútbol

## Estadísticas
• Actualizado hasta el partido Argentina - Colombia (10 de junio de 2025).
| Año   | Resultado          | Pos.               | PJ                 | PG                 | PE                 | PP                 | GF                 | GC                 | Dif.               | Goleador(es)                                     |
| ----- | ------------------ | ------------------ | ------------------ | ------------------ | ------------------ | ------------------ | ------------------ | ------------------ | ------------------ | ------------------------------------------------ |
| 1930  | Sin participación. | Sin participación. | Sin participación. | Sin participación. | Sin participación. | Sin participación. | Sin participación. | Sin participación. | Sin participación. | Sin participación.                               |
| 1934  | Sin participación. | Sin participación. | Sin participación. | Sin participación. | Sin participación. | Sin participación. | Sin participación. | Sin participación. | Sin participación. | Sin participación.                               |
| 1938  | Sin participación. | Sin participación. | Sin participación. | Sin participación. | Sin participación. | Sin participación. | Sin participación. | Sin participación. | Sin participación. | Sin participación.                               |
| 1950  | Sin participación. | Sin participación. | Sin participación. | Sin participación. | Sin participación. | Sin participación. | Sin participación. | Sin participación. | Sin participación. | Sin participación.                               |
| 1954  | Sin participación. | Sin participación. | Sin participación. | Sin participación. | Sin participación. | Sin participación. | Sin participación. | Sin participación. | Sin participación. | Sin participación.                               |
| 1958  | No clasificado     | 8.º                | 4                  | 0                  | 1                  | 3                  | 3                  | 8                  | -5                 | Carlos Arango, Jaime Gutiérrez, Ricardo Díaz (1) |
| 1962  | Clasificado        | 3.º                | 2                  | 1                  | 1                  | 0                  | 2                  | 1                  | +1                 | Eusebio Escobar, Héctor González (1)             |
| 1966  | No clasificado     | 8.º                | 4                  | 1                  | 0                  | 3                  | 4                  | 10                 | -6                 | Hermenegildo Segrera, Antonio Rada (2)           |
| 1970  | No clasificado     | 8.º                | 6                  | 1                  | 1                  | 4                  | 7                  | 12                 | -5                 | Jaime González, Hermenegildo Segrera (2)         |
| 1974  | No clasificado     | 5.º                | 4                  | 1                  | 3                  | 0                  | 3                  | 2                  | +1                 | Willington Ortiz (3)                             |
| 1978  | No clasificado     | 7.º                | 4                  | 0                  | 2                  | 2                  | 1                  | 8                  | -7                 | Eduardo Vilarete (1)                             |
| 1982  | No clasificado     | 7.º                | 4                  | 0                  | 2                  | 2                  | 4                  | 7                  | -3                 | Hernán Darío Herrera (3)                         |
| 1986  | No clasificado     | 7.º                | 6                  | 2                  | 2                  | 2                  | 6                  | 6                  | 0                  | Miguel Prince, Hernán Darío Herrera (2)          |
| 1990  | Clasificado        | 3.º                | 4                  | 2                  | 1                  | 1                  | 5                  | 3                  | +2                 | Arnoldo Iguarán (4)                              |
| 1994  | Clasificado        | 3.º                | 6                  | 4                  | 2                  | 0                  | 13                 | 2                  | +11                | Freddy Rincón (5)                                |
| 1998  | Clasificado        | 3.º                | 16                 | 8                  | 4                  | 4                  | 23                 | 15                 | +8                 | Faustino Asprilla (7)                            |
| 2002  | No clasificado     | 6.º                | 18                 | 7                  | 6                  | 5                  | 20                 | 15                 | +5                 | Juan Pablo Ángel (4)                             |
| 2006  | No clasificado     | 6.º                | 18                 | 6                  | 6                  | 6                  | 24                 | 16                 | +8                 | Juan Pablo Ángel (4)                             |
| 2010  | No clasificado     | 7.º                | 18                 | 6                  | 5                  | 7                  | 14                 | 18                 | -4                 | Jackson Martinez (3)                             |
| 2014  | Clasificado        | 2.º                | 16                 | 9                  | 3                  | 4                  | 27                 | 13                 | +14                | Radamel Falcao (9)                               |
| 2018  | Clasificado        | 4.º                | 18                 | 7                  | 6                  | 5                  | 21                 | 19                 | +2                 | James Rodríguez (6)                              |
| 2022  | No clasificado     | 6.º                | 18                 | 5                  | 8                  | 5                  | 20                 | 19                 | +1                 | Miguel Borja (4)                                 |
| 2026  | Disputándose       | 6.º                | 16                 | 5                  | 7                  | 4                  | 19                 | 15                 | +4                 | Luis Díaz (6)                                    |
| Total | 6 - 16             | 5.º                | 182                | 65                 | 60                 | 57                 | 216                | 189                | +27                | Radamel Falcao (13)                              |

### Resultados
| País      | PJ  | PG | PE | PP | GF  | GC  | DG  | EFE   |
| --------- | --- | -- | -- | -- | --- | --- | --- | ----- |
| Argentina | 20  | 4  | 5  | 11 | 19  | 28  | -9  | 27,5% |
| Bolivia   | 15  | 9  | 4  | 2  | 26  | 12  | +14 | 82,4% |
| Brasil    | 16  | 1  | 7  | 8  | 8   | 24  | -16 | 11,1% |
| Chile     | 18  | 7  | 7  | 4  | 32  | 30  | +2  | 66,6% |
| Ecuador   | 22  | 8  | 8  | 6  | 19  | 16  | +3  | 53,4% |
| Israel    | 2   | 1  | 1  | 0  | 1   | 0   | +1  | 66,6% |
| Paraguay  | 28  | 11 | 6  | 11 | 30  | 30  | 0   | 50,0% |
| Perú      | 24  | 12 | 8  | 4  | 30  | 11  | +19 | 82,4% |
| Uruguay   | 22  | 5  | 8  | 9  | 29  | 31  | -2  | 43,4% |
| Venezuela | 19  | 10 | 6  | 3  | 25  | 10  | +15 | 82,4% |
| Total     | 186 | 68 | 60 | 58 | 219 | 192 | +27 | 56,6% |

## Eliminatorias delsigloXX

### Eliminatorias paraSuecia 1958
- Información según CeroaCero[2]

| Fecha               | Lugar      |          |                     | Resultado |                     |          |
| ------------------- | ---------- | -------- | ------------------- | --------- | ------------------- | -------- |
| 16 de junio de 1957 | Bogotá     | Colombia | Bandera de Colombia | 1:1 (1:0) | Bandera de Uruguay  | Uruguay  |
| 20 de junio de 1957 | Bogotá     | Colombia | Bandera de Colombia | 2:3 (1:1) | Bandera de Paraguay | Paraguay |
| 30 de junio de 1957 | Montevideo | Uruguay  | Bandera de Uruguay  | 1:0 (0:0) | Bandera de Colombia | Colombia |
| 7 de julio de 1957  | Asunción   | Paraguay | Bandera de Paraguay | 3:0 (2:0) | Bandera de Colombia | Colombia |

### Eliminatorias paraChile 1962
- Información según CeroaCero[3]

| Fecha               | Lugar  |          |                     | Resultado |                     |          |
| ------------------- | ------ | -------- | ------------------- | --------- | ------------------- | -------- |
| 30 de abril de 1961 | Bogotá | Colombia | Bandera de Colombia | 1:0 (1:0) | Bandera de Perú     | Perú     |
| 7 de mayo de 1961   | Lima   | Perú     | Bandera de Perú     | 1:1 (1:0) | Bandera de Colombia | Colombia |

### Eliminatorias paraInglaterra 1966
- Información según CeroaCero[4]

| Fecha               | Lugar        |          |                     | Resultado |                     |          |
| ------------------- | ------------ | -------- | ------------------- | --------- | ------------------- | -------- |
| 20 de julio de 1965 | Barranquilla | Colombia | Bandera de Colombia | 0:1 (0:0) | Bandera de Ecuador  | Ecuador  |
| 25 de julio de 1965 | Guayaquil    | Ecuador  | Bandera de Ecuador  | 2:0 (1:0) | Bandera de Colombia | Colombia |
| 1 de agosto de 1965 | Santiago     | Chile    | Bandera de Chile    | 7:2 (4:1) | Bandera de Colombia | Colombia |
| 7 de agosto de 1965 | Barranquilla | Colombia | Bandera de Colombia | 2:0 (0:0) | Bandera de Chile    | Chile    |

### Eliminatorias paraMéxico 1970
- Información según CeroaCero[5]

| Fecha                | Lugar          |           |                      | Resultado |                      |           |
| -------------------- | -------------- | --------- | -------------------- | --------- | -------------------- | --------- |
| 27 de julio de 1969  | Bogotá         | Colombia  | Bandera de Colombia  | 3:0 (1:0) | Bandera de Venezuela | Venezuela |
| 2 de agosto de 1969  | Caracas        | Venezuela | Bandera de Venezuela | 1:1 (0:0) | Bandera de Colombia  | Colombia  |
| 6 de agosto de 1969  | Bogotá         | Colombia  | Bandera de Colombia  | 0:2 (0:2) | Bandera de Brasil    | Brasil    |
| 10 de agosto de 1969 | Bogotá         | Colombia  | Bandera de Colombia  | 0:1 (0:0) | Bandera de Paraguay  | Paraguay  |
| 21 de agosto de 1969 | Río de Janeiro | Brasil    | Bandera de Brasil    | 6:2 (2:1) | Bandera de Colombia  | Colombia  |
| 24 de agosto de 1969 | Asunción       | Paraguay  | Bandera de Paraguay  | 2:1 (1:0) | Bandera de Colombia  | Colombia  |

### Eliminatorias paraAlemania 1974
- Información según CeroaCero[6]

| Fecha               | Lugar      |          |                     | Resultado |                     |          |
| ------------------- | ---------- | -------- | ------------------- | --------- | ------------------- | -------- |
| 21 de junio de 1973 | Bogotá     | Colombia | Bandera de Colombia | 1:1 (1:0) | Bandera de Ecuador  | Ecuador  |
| 24 de junio de 1973 | Bogotá     | Colombia | Bandera de Colombia | 0:0       | Bandera de Uruguay  | Uruguay  |
| 28 de junio de 1973 | Guayaquil  | Ecuador  | Bandera de Ecuador  | 1:1 (1:0) | Bandera de Colombia | Colombia |
| 5 de julio de 1973  | Montevideo | Uruguay  | Bandera de Uruguay  | 0:1 (0:0) | Bandera de Colombia | Colombia |

### Eliminatorias paraArgentina 1978
- Información según CeroaCero[7]

| Fecha                 | Lugar          |          |                     | Resultado |                     |          |
| --------------------- | -------------- | -------- | ------------------- | --------- | ------------------- | -------- |
| 20 de febrero de 1977 | Bogotá         | Colombia | Bandera de Colombia | 0:0       | Bandera de Brasil   | Brasil   |
| 24 de febrero de 1977 | Bogotá         | Colombia | Bandera de Colombia | 0:1 (0:1) | Bandera de Paraguay | Paraguay |
| 6 de marzo de 1977    | Asunción       | Paraguay | Bandera de Paraguay | 1:1 (0:0) | Bandera de Colombia | Colombia |
| 9 de marzo de 1977    | Río de Janeiro | Brasil   | Bandera de Brasil   | 6:0 (4:0) | Bandera de Colombia | Colombia |

### Eliminatorias paraEspaña 1982
- Información según CeroaCero[8]

| Fecha                    | Lugar      |          |                     | Resultado |                     |          |
| ------------------------ | ---------- | -------- | ------------------- | --------- | ------------------- | -------- |
| 26 de julio de 1981      | Bogotá     | Colombia | Bandera de Colombia | 1:1 (0:0) | Bandera de Perú     | Perú     |
| 9 de agosto de 1981      | Montevideo | Uruguay  | Bandera de Uruguay  | 3:2 (1:1) | Bandera de Colombia | Colombia |
| 16 de agosto de 1981     | Lima       | Perú     | Bandera de Perú     | 2:0 (1:0) | Bandera de Colombia | Colombia |
| 13 de septiembre de 1981 | Bogotá     | Colombia | Bandera de Colombia | 1:1 (1:1) | Bandera de Uruguay  | Uruguay  |

### Eliminatorias paraMéxico 1986
- Información según CeroaCero[9]

| Fecha               | Lugar         |           |                      | Resultado |                      |           |
| ------------------- | ------------- | --------- | -------------------- | --------- | -------------------- | --------- |
| 26 de mayo de 1985  | Bogotá        | Colombia  | Bandera de Colombia  | 1:0 (1:0) | Bandera de Perú      | Perú      |
| 2 de junio de 1985  | Bogotá        | Colombia  | Bandera de Colombia  | 1:3 (0:1) | Bandera de Argentina | Argentina |
| 9 de junio de 1985  | Lima          | Perú      | Bandera de Perú      | 0:0       | Bandera de Colombia  | Colombia  |
| 16 de junio de 1985 | Buenos Aires  | Argentina | Bandera de Argentina | 1:0 (1:0) | Bandera de Colombia  | Colombia  |
| 23 de junio de 1985 | San Cristóbal | Venezuela | Bandera de Venezuela | 2:2 (1:1) | Bandera de Colombia  | Colombia  |
| 30 de junio de 1985 | Bogotá        | Colombia  | Bandera de Colombia  | 2:0 (2:0) | Bandera de Venezuela | Venezuela |

#### Repesca (Grupo A)
- Información según CeroaCero[10]

| Fecha                  | Lugar    |          |                     | Resultado |                     |          |
| ---------------------- | -------- | -------- | ------------------- | --------- | ------------------- | -------- |
| 27 de octubre de 1985  | Asunción | Paraguay | Bandera de Paraguay | 3:0 (1:0) | Bandera de Colombia | Colombia |
| 3 de noviembre de 1985 | Cali     | Colombia | Bandera de Colombia | 2:1 (0:0) | Bandera de Paraguay | Paraguay |

### Eliminatorias paraItalia 1990
- Información según CeroaCero[11]

| Fecha                    | Lugar        |          |                     | Resultado |                     |          |
| ------------------------ | ------------ | -------- | ------------------- | --------- | ------------------- | -------- |
| 20 de agosto de 1989     | Barranquilla | Colombia | Bandera de Colombia | 2:0 (1:0) | Bandera de Ecuador  | Ecuador  |
| 27 de agosto de 1989     | Asunción     | Paraguay | Bandera de Paraguay | 2:1 (1:0) | Bandera de Colombia | Colombia |
| 3 de septiembre de 1989  | Guayaquil    | Ecuador  | Bandera de Ecuador  | 0:0       | Bandera de Colombia | Colombia |
| 17 de septiembre de 1989 | Barranquilla | Colombia | Bandera de Colombia | 2:1 (0:1) | Bandera de Paraguay | Paraguay |

### Eliminatorias paraEstados Unidos 1994
- Información según FIFA[12]

#### Primera ronda
| Fecha                | Lugar        |          |                     | Resultado |                      |           |
| -------------------- | ------------ | -------- | ------------------- | --------- | -------------------- | --------- |
| 1 de agosto de 1993  | Barranquilla | Colombia | Bandera de Colombia | 0:0       | Bandera de Paraguay  | Paraguay  |
| 8 de agosto de 1993  | Lima         | Perú     | Bandera de Perú     | 0:1 (0:1) | Bandera de Colombia  | Colombia  |
| 15 de agosto de 1993 | Barranquilla | Colombia | Bandera de Colombia | 2:1 (1:0) | Bandera de Argentina | Argentina |

#### Segunda ronda
| Fecha                   | Lugar        |           |                      | Resultado |                     |          |
| ----------------------- | ------------ | --------- | -------------------- | --------- | ------------------- | -------- |
| 22 de agosto de 1993    | Asunción     | Paraguay  | Bandera de Paraguay  | 1:1 (0:1) | Bandera de Colombia | Colombia |
| 29 de agosto de 1993    | Barranquilla | Colombia  | Bandera de Colombia  | 4:0 (2:0) | Bandera de Perú     | Perú     |
| 5 de septiembre de 1993 | Buenos Aires | Argentina | Bandera de Argentina | 0:5 (0:1) | Bandera de Colombia | Colombia |

### Eliminatorias paraFrancia 1998
- Información según FIFA[13]

#### Primera ronda
| Fecha                   | Lugar         |           |                      | Resultado |                      |           |
| ----------------------- | ------------- | --------- | -------------------- | --------- | -------------------- | --------- |
| 24 de abril de 1996     | Barranquilla  | Colombia  | Bandera de Colombia  | 1:0 (0:0) | Bandera de Paraguay  | Paraguay  |
| 2 de junio de 1996      | Lima          | Perú      | Bandera de Perú      | 1:1 (0:0) | Bandera de Colombia  | Colombia  |
| 7 de julio de 1996      | Barranquilla  | Colombia  | Bandera de Colombia  | 3:1 (2:0) | Bandera de Uruguay   | Uruguay   |
| 1 de septiembre de 1996 | Barranquilla  | Colombia  | Bandera de Colombia  | 4:1 (3:0) | Bandera de Chile     | Chile     |
| 9 de octubre de 1996    | Quito         | Ecuador   | Bandera de Ecuador   | 0:1 (0:0) | Bandera de Colombia  | Colombia  |
| 10 de noviembre de 1996 | La Paz        | Bolivia   | Bandera de Bolivia   | 2:2 (2:1) | Bandera de Colombia  | Colombia  |
| 15 de diciembre de 1996 | San Cristóbal | Venezuela | Bandera de Venezuela | 0:2 (0:1) | Bandera de Colombia  | Colombia  |
| 12 de febrero de 1997   | Barranquilla  | Colombia  | Bandera de Colombia  | 0:1 (0:1) | Bandera de Argentina | Argentina |

#### Segunda ronda
| Fecha                    | Lugar        |           |                      | Resultado |                      |           |
| ------------------------ | ------------ | --------- | -------------------- | --------- | -------------------- | --------- |
| 2 de abril de 1997       | Asunción     | Paraguay  | Bandera de Paraguay  | 2:1 (1:0) | Bandera de Colombia  | Colombia  |
| 30 de abril de 1997      | Barranquilla | Colombia  | Bandera de Colombia  | 0:1 (0:0) | Bandera de Perú      | Perú      |
| 8 de junio de 1997       | Montevideo   | Uruguay   | Bandera de Uruguay   | 1:1 (1:0) | Bandera de Colombia  | Colombia  |
| 5 de julio de 1997       | Santiago     | Chile     | Bandera de Chile     | 4:1 (3:0) | Bandera de Colombia  | Colombia  |
| 20 de julio de 1997      | Barranquilla | Colombia  | Bandera de Colombia  | 1:0 (0:0) | Bandera de Ecuador   | Ecuador   |
| 20 de agosto de 1997     | Barranquilla | Colombia  | Bandera de Colombia  | 3:0 (2:0) | Bandera de Bolivia   | Bolivia   |
| 10 de septiembre de 1997 | Barranquilla | Colombia  | Bandera de Colombia  | 1:0 (0:0) | Bandera de Venezuela | Venezuela |
| 16 de noviembre de 1997  | Buenos Aires | Argentina | Bandera de Argentina | 1:1 (0:1) | Bandera de Colombia  | Colombia  |

## Eliminatorias delsigloXXI

### Eliminatorias paraCorea - Japón 2002
- Información según FIFA[14]

#### Primera ronda
| Fecha                   | Lugar    |          |                     | Resultado |                      |           |
| ----------------------- | -------- | -------- | ------------------- | --------- | -------------------- | --------- |
| 28 de marzo de 2000     | Bogotá   | Colombia | Bandera de Colombia | 0:0       | Bandera de Brasil    | Brasil    |
| 26 de abril de 2000     | La Paz   | Bolivia  | Bandera de Bolivia  | 1:1 (1:1) | Bandera de Colombia  | Colombia  |
| 4 de junio de 2000      | Bogotá   | Colombia | Bandera de Colombia | 3:0 (2:0) | Bandera de Venezuela | Venezuela |
| 29 de junio de 2000     | Bogotá   | Colombia | Bandera de Colombia | 1:3 (1:2) | Bandera de Argentina | Argentina |
| 19 de julio de 2000     | Lima     | Perú     | Bandera de Perú     | 0:1 (0:0) | Bandera de Colombia  | Colombia  |
| 25 de julio de 2000     | Quito    | Ecuador  | Bandera de Ecuador  | 0:0       | Bandera de Colombia  | Colombia  |
| 15 de agosto de 2000    | Bogotá   | Colombia | Bandera de Colombia | 1:0 (0:0) | Bandera de Uruguay   | Uruguay   |
| 2 de septiembre de 2000 | Santiago | Chile    | Bandera de Chile    | 0:1 (0:0) | Bandera de Colombia  | Colombia  |
| 7 de octubre de 2000    | Bogotá   | Colombia | Bandera de Colombia | 0:2 (0:1) | Bandera de Paraguay  | Paraguay  |

#### Segunda ronda
| Fecha                   | Lugar         |           |                      | Resultado |                     |          |
| ----------------------- | ------------- | --------- | -------------------- | --------- | ------------------- | -------- |
| 15 de noviembre de 2000 | São Paulo     | Brasil    | Bandera de Brasil    | 1:0 (0:0) | Bandera de Colombia | Colombia |
| 27 de marzo de 2001     | Bogotá        | Colombia  | Bandera de Colombia  | 2:0 (0:0) | Bandera de Bolivia  | Bolivia  |
| 24 de abril de 2001     | San Cristóbal | Venezuela | Bandera de Venezuela | 2:2 (1:0) | Bandera de Colombia | Colombia |
| 3 de junio de 2001      | Buenos Aires  | Argentina | Bandera de Argentina | 3:0 (3:0) | Bandera de Colombia | Colombia |
| 16 de agosto de 2001    | Bogotá        | Colombia  | Bandera de Colombia  | 0:1 (0:0) | Bandera de Perú     | Perú     |
| 5 de septiembre de 2001 | Bogotá        | Colombia  | Bandera de Colombia  | 0:0       | Bandera de Ecuador  | Ecuador  |
| 7 de octubre de 2001    | Montevideo    | Uruguay   | Bandera de Uruguay   | 1:1 (1:0) | Bandera de Colombia | Colombia |
| 7 de noviembre de 2001  | Bogotá        | Colombia  | Bandera de Colombia  | 3:1 (1:1) | Bandera de Chile    | Chile    |
| 14 de noviembre de 2001 | Asunción      | Paraguay  | Bandera de Paraguay  | 0:4 (0:2) | Bandera de Colombia | Colombia |

### Eliminatorias paraAlemania 2006
- Información según FIFA[15]

#### Primera ronda
| Fecha                    | Lugar        |          |                     | Resultado |                      |           |
| ------------------------ | ------------ | -------- | ------------------- | --------- | -------------------- | --------- |
| 7 de septiembre de 2003  | Barranquilla | Colombia | Bandera de Colombia | 1:2 (1:1) | Bandera de Brasil    | Brasil    |
| 10 de septiembre de 2003 | La Paz       | Bolivia  | Bandera de Bolivia  | 4:0 (2:0) | Bandera de Colombia  | Colombia  |
| 15 de noviembre de 2003  | Barranquilla | Colombia | Bandera de Colombia | 0:1 (0:1) | Bandera de Venezuela | Venezuela |
| 19 de noviembre de 2003  | Barranquilla | Colombia | Bandera de Colombia | 1:1 (0:1) | Bandera de Argentina | Argentina |
| 31 de marzo de 2004      | Lima         | Perú     | Bandera de Perú     | 0:2 (0:2) | Bandera de Colombia  | Colombia  |
| 2 de junio de 2004       | Quito        | Ecuador  | Bandera de Ecuador  | 2:1 (1:0) | Bandera de Colombia  | Colombia  |
| 6 de junio de 2004       | Barranquilla | Colombia | Bandera de Colombia | 5:0 (3:0) | Bandera de Uruguay   | Uruguay   |
| 5 de septiembre de 2004  | Santiago     | Chile    | Bandera de Chile    | 0:0       | Bandera de Colombia  | Colombia  |
| 9 de octubre de 2004     | Barranquilla | Colombia | Bandera de Colombia | 1:1 (1:0) | Bandera de Paraguay  | Paraguay  |

#### Segunda ronda
| Fecha                   | Lugar        |           |                      | Resultado |                     |          |
| ----------------------- | ------------ | --------- | -------------------- | --------- | ------------------- | -------- |
| 13 de octubre de 2004   | Maceió       | Brasil    | Bandera de Brasil    | 0:0       | Bandera de Colombia | Colombia |
| 17 de noviembre de 2004 | Barranquilla | Colombia  | Bandera de Colombia  | 1:0 (1:0) | Bandera de Bolivia  | Bolivia  |
| 26 de marzo de 2005     | Maracaibo    | Venezuela | Bandera de Venezuela | 0:0       | Bandera de Colombia | Colombia |
| 30 de marzo de 2005     | Buenos Aires | Argentina | Bandera de Argentina | 1:0 (0:0) | Bandera de Colombia | Colombia |
| 4 de junio de 2005      | Barranquilla | Colombia  | Bandera de Colombia  | 5:0 (1:0) | Bandera de Perú     | Perú     |
| 8 de junio de 2005      | Barranquilla | Colombia  | Bandera de Colombia  | 3:0 (2:0) | Bandera de Ecuador  | Ecuador  |
| 4 de septiembre de 2005 | Montevideo   | Uruguay   | Bandera de Uruguay   | 3:2 (1:0) | Bandera de Colombia | Colombia |
| 8 de octubre de 2005    | Barranquilla | Colombia  | Bandera de Colombia  | 1:1 (1:0) | Bandera de Chile    | Chile    |
| 12 de octubre de 2005   | Asunción     | Paraguay  | Bandera de Paraguay  | 0:1 (0:1) | Bandera de Colombia | Colombia |

### Eliminatorias paraSudáfrica 2010
- Información según FIFA[16]

#### Primera ronda
| Fecha                    | Lugar    |          |                     | Resultado |                      |           |
| ------------------------ | -------- | -------- | ------------------- | --------- | -------------------- | --------- |
| 14 de octubre de 2007    | Bogotá   | Colombia | Bandera de Colombia | 0:0       | Bandera de Brasil    | Brasil    |
| 17 de octubre de 2007    | La Paz   | Bolivia  | Bandera de Bolivia  | 0:0       | Bandera de Colombia  | Colombia  |
| 17 de noviembre de 2007  | Bogotá   | Colombia | Bandera de Colombia | 1:0 (0:0) | Bandera de Venezuela | Venezuela |
| 21 de noviembre de 2007  | Bogotá   | Colombia | Bandera de Colombia | 2:1 (0:1) | Bandera de Argentina | Argentina |
| 14 de junio de 2008      | Lima     | Perú     | Bandera de Perú     | 1:1 (1:1) | Bandera de Colombia  | Colombia  |
| 18 de junio de 2008      | Quito    | Ecuador  | Bandera de Ecuador  | 0:0       | Bandera de Colombia  | Colombia  |
| 6 de septiembre de 2008  | Bogotá   | Colombia | Bandera de Colombia | 0:1 (0:1) | Bandera de Uruguay   | Uruguay   |
| 10 de septiembre de 2008 | Santiago | Chile    | Bandera de Chile    | 4:0 (2:0) | Bandera de Colombia  | Colombia  |
| 11 de octubre de 2008    | Bogotá   | Colombia | Bandera de Colombia | 0:1 (0:1) | Bandera de Paraguay  | Paraguay  |

#### Segunda ronda
| Fecha                   | Lugar          |           |                      | Resultado |                     |          |
| ----------------------- | -------------- | --------- | -------------------- | --------- | ------------------- | -------- |
| 15 de octubre de 2008   | Río de Janeiro | Brasil    | Bandera de Brasil    | 0:0       | Bandera de Colombia | Colombia |
| 28 de marzo de 2009     | Bogotá         | Colombia  | Bandera de Colombia  | 2:0 (1:0) | Bandera de Bolivia  | Bolivia  |
| 31 de marzo de 2009     | Ciudad Guayana | Venezuela | Bandera de Venezuela | 2:0 (0:0) | Bandera de Colombia | Colombia |
| 6 de junio de 2009      | Buenos Aires   | Argentina | Bandera de Argentina | 1:0 (0:0) | Bandera de Colombia | Colombia |
| 10 de junio de 2009     | Medellín       | Colombia  | Bandera de Colombia  | 1:0 (1:0) | Bandera de Perú     | Perú     |
| 5 de septiembre de 2009 | Medellín       | Colombia  | Bandera de Colombia  | 2:0 (0:0) | Bandera de Ecuador  | Ecuador  |
| 9 de septiembre de 2009 | Montevideo     | Uruguay   | Bandera de Uruguay   | 3:1 (1:0) | Bandera de Colombia | Colombia |
| 10 de octubre de 2009   | Medellín       | Colombia  | Bandera de Colombia  | 2:4 (1:2) | Bandera de Chile    | Chile    |
| 14 de octubre de 2009   | Asunción       | Paraguay  | Bandera de Paraguay  | 0:2 (0:0) | Bandera de Colombia | Colombia |

### Eliminatorias paraBrasil 2014
- Información según FIFA[17]

#### Primera ronda
| Fecha                    | Lugar        |          |                     | Resultado |                      |           |
| ------------------------ | ------------ | -------- | ------------------- | --------- | -------------------- | --------- |
| 11 de octubre de 2011    | La Paz       | Bolivia  | Bandera de Bolivia  | 1:2 (0:0) | Bandera de Colombia  | Colombia  |
| 11 de noviembre de 2011  | Barranquilla | Colombia | Bandera de Colombia | 1:1 (1:0) | Bandera de Venezuela | Venezuela |
| 15 de noviembre de 2011  | Barranquilla | Colombia | Bandera de Colombia | 1:2 (1:0) | Bandera de Argentina | Argentina |
| 3 de junio de 2012       | Lima         | Perú     | Bandera de Perú     | 0:1 (0:0) | Bandera de Colombia  | Colombia  |
| 10 de junio de 2012      | Quito        | Ecuador  | Bandera de Ecuador  | 1:0 (0:0) | Bandera de Colombia  | Colombia  |
| 7 de septiembre de 2012  | Barranquilla | Colombia | Bandera de Colombia | 4:0 (1:0) | Bandera de Uruguay   | Uruguay   |
| 11 de septiembre de 2012 | Santiago     | Chile    | Bandera de Chile    | 1:3 (1:0) | Bandera de Colombia  | Colombia  |
| 12 de octubre de 2012    | Barranquilla | Colombia | Bandera de Colombia | 2:0 (0:0) | Bandera de Paraguay  | Paraguay  |

#### Segunda ronda
| Fecha                    | Lugar          |           |                      | Resultado |                     |          |
| ------------------------ | -------------- | --------- | -------------------- | --------- | ------------------- | -------- |
| 22 de marzo de 2013      | Barranquilla   | Colombia  | Bandera de Colombia  | 5:0 (1:0) | Bandera de Bolivia  | Bolivia  |
| 26 de marzo de 2013      | Ciudad Guayana | Venezuela | Bandera de Venezuela | 1:0 (1:0) | Bandera de Colombia | Colombia |
| 7 de junio de 2013       | Buenos Aires   | Argentina | Bandera de Argentina | 0:0       | Bandera de Colombia | Colombia |
| 11 de junio de 2013      | Barranquilla   | Colombia  | Bandera de Colombia  | 2:0 (2:0) | Bandera de Perú     | Perú     |
| 6 de septiembre de 2013  | Barranquilla   | Colombia  | Bandera de Colombia  | 1:0 (1:0) | Bandera de Ecuador  | Ecuador  |
| 10 de septiembre de 2013 | Montevideo     | Uruguay   | Bandera de Uruguay   | 2:0 (0:0) | Bandera de Colombia | Colombia |
| 11 de octubre de 2013    | Barranquilla   | Colombia  | Bandera de Colombia  | 3:3 (0:3) | Bandera de Chile    | Chile    |
| 15 de octubre de 2013    | Asunción       | Paraguay  | Bandera de Paraguay  | 1:2 (1:1) | Bandera de Colombia | Colombia |

### Eliminatorias paraRusia 2018
- Información según CeroaCero[18]

#### Primera ronda
| Fecha                   | Lugar        |          |                     | Resultado |                      |           |
| ----------------------- | ------------ | -------- | ------------------- | --------- | -------------------- | --------- |
| 8 de octubre de 2015    | Barranquilla | Colombia | Bandera de Colombia | 2:0 (1:0) | Bandera de Perú      | Perú      |
| 13 de octubre de 2015   | Montevideo   | Uruguay  | Bandera de Uruguay  | 3:0 (1:0) | Bandera de Colombia  | Colombia  |
| 12 de noviembre de 2015 | Santiago     | Chile    | Bandera de Chile    | 1:1 (1:0) | Bandera de Colombia  | Colombia  |
| 17 de noviembre de 2015 | Barranquilla | Colombia | Bandera de Colombia | 0:1 (0:1) | Bandera de Argentina | Argentina |
| 24 de marzo de 2016     | La Paz       | Bolivia  | Bandera de Bolivia  | 2:3 (0:2) | Bandera de Colombia  | Colombia  |
| 29 de marzo de 2016     | Barranquilla | Colombia | Bandera de Colombia | 3:1 (1:0) | Bandera de Ecuador   | Ecuador   |
| 1 de septiembre de 2016 | Barranquilla | Colombia | Bandera de Colombia | 2:0 (1:0) | Bandera de Venezuela | Venezuela |
| 6 de septiembre de 2016 | Manaus       | Brasil   | Bandera de Brasil   | 2:1 (1:1) | Bandera de Colombia  | Colombia  |
| 6 de octubre de 2016    | Asunción     | Paraguay | Bandera de Paraguay | 0:1 (0:0) | Bandera de Colombia  | Colombia  |

#### Segunda ronda
| Fecha                   | Lugar         |           |                      | Resultado |                     |          |
| ----------------------- | ------------- | --------- | -------------------- | --------- | ------------------- | -------- |
| 11 de octubre de 2016   | Barranquilla  | Colombia  | Bandera de Colombia  | 2:2 (1:1) | Bandera de Uruguay  | Uruguay  |
| 10 de noviembre de 2016 | Barranquilla  | Colombia  | Bandera de Colombia  | 0:0       | Bandera de Chile    | Chile    |
| 15 de noviembre de 2016 | San Juan      | Argentina | Bandera de Argentina | 3:0 (2:0) | Bandera de Colombia | Colombia |
| 23 de marzo de 2017     | Barranquilla  | Colombia  | Bandera de Colombia  | 1:0 (0:0) | Bandera de Bolivia  | Bolivia  |
| 28 de marzo de 2017     | Quito         | Ecuador   | Bandera de Ecuador   | 0:2 (0:2) | Bandera de Colombia | Colombia |
| 31 de agosto de 2017    | San Cristóbal | Venezuela | Bandera de Venezuela | 0:0       | Bandera de Colombia | Colombia |
| 5 de septiembre de 2017 | Barranquilla  | Colombia  | Bandera de Colombia  | 1:1 (0:1) | Bandera de Brasil   | Brasil   |
| 5 de octubre de 2017    | Barranquilla  | Colombia  | Bandera de Colombia  | 1:2 (0:0) | Bandera de Paraguay | Paraguay |
| 10 de octubre de 2017   | Lima          | Perú      | Bandera de Perú      | 1:1 (0:0) | Bandera de Colombia | Colombia |

### Eliminatorias paraCatar 2022
- Información según CeroaCero[19]

#### Primera ronda
| Fecha                   | Lugar        |          |                     | Resultado |                      |           |
| ----------------------- | ------------ | -------- | ------------------- | --------- | -------------------- | --------- |
| 9 de octubre de 2020    | Barranquilla | Colombia | Bandera de Colombia | 3:0 (3:0) | Bandera de Venezuela | Venezuela |
| 13 de octubre de 2020   | Santiago     | Chile    | Bandera de Chile    | 2:2 (2:1) | Bandera de Colombia  | Colombia  |
| 13 de noviembre de 2020 | Barranquilla | Colombia | Bandera de Colombia | 0:3 (0:1) | Bandera de Uruguay   | Uruguay   |
| 17 de noviembre de 2020 | Quito        | Ecuador  | Bandera de Ecuador  | 6:1 (4:1) | Bandera de Colombia  | Colombia  |
| 10 de octubre de 2021   | Barranquilla | Colombia | Bandera de Colombia | 0:0       | Bandera de Brasil    | Brasil    |
| 5 de septiembre de 2021 | Asunción     | Paraguay | Bandera de Paraguay | 1:1 (1:0) | Bandera de Colombia  | Colombia  |
| 3 de junio de 2021      | Lima         | Perú     | Bandera de Perú     | 0:3 (0:1) | Bandera de Colombia  | Colombia  |
| 8 de junio de 2021      | Barranquilla | Colombia | Bandera de Colombia | 2:2 (0:2) | Bandera de Argentina | Argentina |
| 2 de septiembre de 2021 | La Paz       | Bolivia  | Bandera de Bolivia  | 1:1 (0:0) | Bandera de Colombia  | Colombia  |

#### Segunda ronda
| Fecha                   | Lugar          |           |                      | Resultado |                     |          |
| ----------------------- | -------------- | --------- | -------------------- | --------- | ------------------- | -------- |
| 9 de septiembre de 2021 | Barranquilla   | Colombia  | Bandera de Colombia  | 3:1 (2:0) | Bandera de Chile    | Chile    |
| 7 de octubre de 2021    | Montevideo     | Uruguay   | Bandera de Uruguay   | 0:0       | Bandera de Colombia | Colombia |
| 14 de octubre de 2021   | Barranquilla   | Colombia  | Bandera de Colombia  | 0:0       | Bandera de Ecuador  | Ecuador  |
| 11 de noviembre de 2021 | São Paulo      | Brasil    | Bandera de Brasil    | 1:0 (0:0) | Bandera de Colombia | Colombia |
| 16 de noviembre de 2021 | Barranquilla   | Colombia  | Bandera de Colombia  | 0:0       | Bandera de Paraguay | Paraguay |
| 28 de enero de 2022     | Barranquilla   | Colombia  | Bandera de Colombia  | 0:1 (0:0) | Bandera de Perú     | Perú     |
| 1 de febrero de 2022    | Córdoba        | Argentina | Bandera de Argentina | 1:0 (1:0) | Bandera de Colombia | Colombia |
| 24 de marzo de 2022     | Barranquilla   | Colombia  | Bandera de Colombia  | 3:0 (1:0) | Bandera de Bolivia  | Bolivia  |
| 29 de marzo de 2022     | Ciudad Guayana | Venezuela | Bandera de Venezuela | 0:1 (0:1) | Bandera de Colombia | Colombia |

### Eliminatorias paraCanadá, Estados Unidos y México 2026

#### Primera ronda
| Fecha                    | Lugar        |          |                     | Resultado |                      |           |
| ------------------------ | ------------ | -------- | ------------------- | --------- | -------------------- | --------- |
| 7 de septiembre de 2023  | Barranquilla | Colombia | Bandera de Colombia | 1:0 (0:0) | Bandera de Venezuela | Venezuela |
| 12 de septiembre de 2023 | Santiago     | Chile    | Bandera de Chile    | 0:0       | Bandera de Colombia  | Colombia  |
| 12 de octubre de 2023    | Barranquilla | Colombia | Bandera de Colombia | 2:2 (1:0) | Bandera de Uruguay   | Uruguay   |
| 17 de octubre de 2023    | Quito        | Ecuador  | Bandera de Ecuador  | 0:0       | Bandera de Colombia  | Colombia  |
| 16 de noviembre de 2023  | Barranquilla | Colombia | Bandera de Colombia | 2:1 (0:1) | Bandera de Brasil    | Brasil    |
| 21 de noviembre de 2023  | Asunción     | Paraguay | Bandera de Paraguay | 0:1 (0:1) | Bandera de Colombia  | Colombia  |
| 6 de septiembre de 2024  | Lima         | Perú     | Bandera de Perú     | 1:1 (0:0) | Bandera de Colombia  | Colombia  |
| 10 de septiembre de 2024 | Barranquilla | Colombia | Bandera de Colombia | 2:1 (1:0) | Bandera de Argentina | Argentina |
| 10 de octubre de 2024    | El Alto      | Bolivia  | Bandera de Bolivia  | 1:0 (0:0) | Bandera de Colombia  | Colombia  |

#### Segunda ronda
| Fecha                   | Lugar        |           |                      | Resultado |                     |          |
| ----------------------- | ------------ | --------- | -------------------- | --------- | ------------------- | -------- |
| 15 de octubre de 2024   | Barranquilla | Colombia  | Bandera de Colombia  | 4:0 (1:0) | Bandera de Chile    | Chile    |
| 15 de noviembre de 2024 | Montevideo   | Uruguay   | Bandera de Uruguay   | 3:2 (0:1) | Bandera de Colombia | Colombia |
| 19 de noviembre de 2024 | Barranquilla | Colombia  | Bandera de Colombia  | 0:1 (0:1) | Bandera de Ecuador  | Ecuador  |
| 20 de marzo de 2025     | Brasilia     | Brasil    | Bandera de Brasil    | 2:1 (1:1) | Bandera de Colombia | Colombia |
| 25 de marzo de 2025     | Barranquilla | Colombia  | Bandera de Colombia  | 2:2 (2:1) | Bandera de Paraguay | Paraguay |
| 5 de junio de 2025      | Barranquilla | Colombia  | Bandera de Colombia  | 0:0       | Bandera de Perú     | Perú     |
| 10 de junio de 2025     | Buenos Aires | Argentina | Bandera de Argentina | 1:1 (0:1) | Bandera de Colombia | Colombia |
| 4 de septiembre de 2025 | Barranquilla | Colombia  | Bandera de Colombia  | vs.       | Bandera de Bolivia  | Bolivia  |
| 9 de septiembre de 2025 | Maturín      | Venezuela | Bandera de Venezuela | vs.       | Bandera de Colombia | Colombia |